# Острова Горбунова
Острова́ Горбуно́ва — группа из двух островов в архипелаге Земля Франца-Иосифа, Приморский район Архангельской области России.

## Расположение
Острова расположены в восточной части архипелага около восточного побережья острова Земля Вильчека чуть севернее залива Елены Гульд.

## Описание
Острова Горбунова свободны ото льда, вся их территория покрыта песками, в западной части северного острова расположена невысокая, всего 8 метров, скала останец. Северный остров имеет вытянутую форму длиной около 700 метров, южный — округлую форму диаметром около 500 метров.
Острова названы в честь Григория Петровича Горбунова — советского гидробиолога и зоолога, члена-корреспондента АН СССР (1895—1942), название островам присвоено в 1953 году. Отдельных названий не имеют.